# Iglesia de Santa Devota
La Iglesia de Santa Devota (en francés: Église Sainte-Dévote) es una iglesia parroquial en el principado de Mónaco, situada en el distrito de La Condamine. Se estableció un cementerio cerca de la iglesia.
Una pequeña capilla fue construida antes de 1070 cerca de una cueva en el valle de Les Gaumates donde, según la tradición, fue enterrado el cuerpo de Santa Devota. A raíz de una donación, pasa en 1075 bajo la jurisdicción de la abadía benedictina de Saint-Pons.
La capilla sufrió sucesivas ampliaciones y restauraciones, incluyendo las de 1476, 1606, 1637 y 1870.
La iglesia actual fue construida por el príncipe Carlos III, y se inauguró el 25 de enero de 1871.
Los vitrales son de Nicolas Lorin, de Chartres. Ellos fueron destruidos durante el bombardeo a Mónaco durante la Segunda Guerra Mundial y restaurados por Fassi Cadete, de Niza en 1948.
Es tradición que las ya esposas del Príncipe Soberano de Mónaco depositen su ramo de novia en esta iglesia.